# Argajasi járás

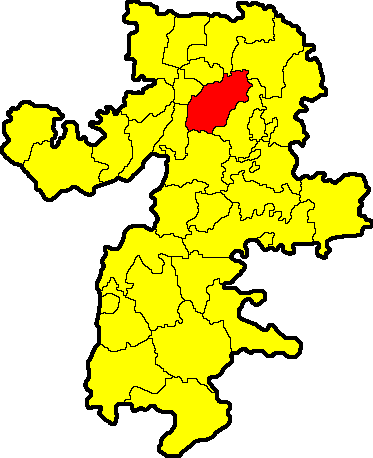
Az Argajasi járás a Cseljabinszki területen

Az Argajasi járás (oroszul Аргаяшский район) Oroszország egyik járása a Cseljabinszki területen. Székhelye Argajas.

## Népesség
- 1989-ben 43 733 lakosa volt.
- 2002-ben 42 808 lakosa volt, melynek 27 403 baskír, 12 738 orosz, 1841 tatár, 216 ukrán stb.
- 2010-ben 41 387 lakosa volt, melyből 26 417 baskír, 11 689 orosz, 1679 tatár, 160 ukrán, 104 kazah, 104 üzbég stb.